# Dasychira orimba
Dasychira orimba är en fjärilsart som beskrevs av Swinhoe 1894. Dasychira orimba ingår i släktet Dasychira och familjen tofsspinnare. Inga underarter finns listade i Catalogue of Life.